# Vlag van Transkarpatië

Vlag van Transkarpatië

De vlag van Transkarpatië is een symbool van de oblast Transkarpatië zonder officiële status. De vlag bestaat uit de blauw-gele banen van de Oekraïense vlag, met in het midden het (wel officiële) wapen van Transkarpatië.
Het wapen dat centraal in de vlag staat werd op 18 december 1990 officieel aangenomen, maar is het historische wapen van de streek rondom Oezjhorod. Het bestaat voor de rechter (van voren gezien linker) helft uit blauwe en gele balken en toont in de andere helft een rode beer op een wit veld. Tussen de Eerste en de Tweede Wereldoorlog behoorde de streek tot Tsjecho-Slowakije en maakte het schild deel uit van het wapen van Tsjecho-Slowakije. In 1939 verklaarde het gebied zich korte tijd onafhankelijk als Karpatho-Oekraïne en werd het schild gebruikt als nationaal wapen en de Oekraïense blauw-gele vlag als nationale vlag. Na de Tweede Wereldoorlog ging het gebied deel uitmaken van de Oekraïense SSR en zou het wapen tot 1990 niet meer officieel gebruikt worden.